# Kimminsoperla kaputaris
Kimminsoperla kaputaris is een steenvlieg uit de familie Notonemouridae. De wetenschappelijke naam van de soort is voor het eerst geldig gepubliceerd in 1980 door Theischinger.